# Don Omar
Don Omar, cunoscut și ca El Rey (născut cu numele William Omar Landrón Rivera; n. 10 februarie 1978, Villa Palmeras⁠(d), Puerto Rico, SUA) ), este un cântăreț reggaeton, compozitor, actor și producător și un om de afaceri.

## Tinerețea
William Omar Landrón este cel mai mare fiu al lui William Landrón și al Antoniei Luz Rivera. Încă de mic a arătat interes în muzică pentru Vico C și Brewley MC. A devenit un membru activ al bisericii protestante Iglesia Evangélica Restauración en Cristo din Bayamón unde ocazional a oferit predici. Cu toate acestea, după patru ani, a plecat de la biserică pentru a se dedica muzicii.
Câteva luni mai târziu, a avut prima sa prezentare publică într-un club de noapte, însoțit de DJ-ul Eliel Lind Osorio. Mai târziu a apărut în mod regulat în compilații ale popularului DJ și producătorilor ca Luny Tunes, Noriega, și Erick E. De asemenea, el a început să lucreze ca cântăreț de rezervă pentru Héctor & Tito. Unul dintre membrii, Héctor Delgado, l-a ajutat să producă primul său album solo.

## Viața personală
William Omar Landrón este tatăl a trei copii. El s-a căsătorit cu meteorologista/ jurnalista Jackie Guerrido pe 18 aprilie 2008. Zvonurile divorțului au înconjurat cuplul doi ani și au fost agravate de comentariile lui Omar făcute prin intermediul sitului web Twitter. În martie 2011, cei doi au divorțat.
După ce Univision s-a implicat în căsătoria lui, el nu mai are voie să apară la nicio festivitate de premiere de la Univision.
Omar este de asemenea proprietarul casei de discuri Orfanato Music Group.
În luna septembrie a anului 2004, Landrón și trei însoțitori au fost reținuți de către poliție în Puerto Rico. El a fost ulterior acuzat de posesie de droguri, după ce s-a pretins că a fost găsit de polițiștii Arnaldo Hernández și Neftalí Molina consumând marijuana într-un Hummer alb. Landrón a participat la prima instanță, însoțit de Guerrido, fratele lui Luis Landrón și mama sa, Toñita Rivera. Acuzațiile au fost revizuite de către judecător, iar mai multe persoane au fost intervievate ca potențiali membri ai juriului. Juriul a fost ales pe 8 iulie 2008. Două zile mai târziu, judecătorul Angel Ramírez Ramírez a refuzat cererea unui procuror de a extrage o probă ADN de la o țigară cu marijuana, menționând că în cazul în care un test anterior realizat în luna iunie aduce înapoi rezultate negative, acuzațiile împotriva lui Landrón pot fi scăzute. Audieriile de pe 10 iulie 2008 au trebuit să fie amânate din cauza unuia dintre martorii acuzării care nu a putut participa din cauza sarcinii. Testele ADN au fost „neconcludente”. Pe 22 iulie 2008, acuzațiile împotriva lui Landrón au fost retrase de către procuratură.
Don Omar a mai fost arestat și în Bolivia și a fost nevoit să anuleze un spectacol. El a fost interogat timp de patru ore de procurori în Santa Cruz. Omar a fost acuzat de anularea unui concert programat să aibă loc în La Paz. Potrivit rapoartelor, Landrón s-a retras susținând că organizatorii n-au trimis bilete de avion spre Bolivia. El a fost eliberat mai târziu după un acord secret.

## Discografie(selecție)

### Albume de studio
| An   | Album                              |
| ---- | ---------------------------------- |
| 2003 | The Last Don'                      |
| 2006 | King of Kings                      |
| 2009 | iDon                               |
| 2011 | Meet The Orphans                   |
| 2012 | Meet The Orphans 2: New Generation |
| 2015 | The Last Don 2                     |
| 2019 | The Last Album                     |

### Albume live
| An   | Album                             |
| ---- | --------------------------------- |
| 2004 | The Last Don Live                 |
| 2006 | The Last Don: The Gold Series     |
| 2006 | King of Kings: Armageddon Edition |
| 2007 | King of Kings: Live               |

### Compilații
| An   | Album                                      |
| ---- | ------------------------------------------ |
| 2005 | Don Omar Presenta: Los Bandoleros          |
| 2005 | Da Hitman Presents Reggaetón Latino        |
| 2006 | Don Omar Presenta: Los Bandoleros Reloaded |
| 2007 | Don Omar Presenta: El Pentágono            |
| 2010 | Don Omar Presents: Meet the Orphans        |

## Filmografie
| An   | Titlul filmului                                               | Rol         |
| ---- | ------------------------------------------------------------- | ----------- |
| 2009 | Fast & Furious 4 (alte nume: Fast & Furious)                  | Rico Santos |
| 2009 | Los Bandoleros                                                | Rico Santos |
| 2011 | Fast Five (alte nume: Fast Five; Fast & Furious 5: Rio Heist) | Rico Santos |
| 2017 | Fast Seven (alte nume: Fast Seven; Fast & Furious 7)          | Rico Santos |
| 2021 | Fast Nigth (alte nume: Fast Nigth; Fast & Furious 9)          | Rico Santos |
| 2023 | Fast Teen (alte nume: Fast Teen; Fast & Furious 10)           | Rico Santos |